# Görömbei András
Görömbei András (Polgár, 1945. február 5. – Budapest, 2013. június 30.) Kossuth-díjas magyar irodalomtörténész, kritikus, egyetemi tanár, a Magyar Tudományos Akadémia rendes tagja. A népi írók és a népi irodalom, valamint az összehasonlító irodalomtudomány neves tudósa. 1993 és 1995 között a Kossuth Lajos Tudományegyetem (ma: Debreceni Egyetem) oktatási rektorhelyettese, 1995 és 2003 között az egyetem Magyar és Összehasonlító Irodalomtudományi Intézete igazgatója.

## Életpályája
1963-ban érettségizett, majd felvették a debreceni Kossuth Lajos Tudományegyetem (KLTE) Bölcsészettudományi Kar magyar–orosz szakára, ahol 1968-ban szerzett tanári diplomát, emellett elvégezte 1970-ben a német szakot is. Szintén 1970-ben védte meg egyetemi doktori disszertációját. Első diplomájának megszerzése után a hajdúböszörményi Bocskai István Gimnázium tanára lett, majd 1970-ben a KLTE modern magyar irodalom tanszékén kapott tanársegédi állást. 1975-től adjunktusként, 1981-től docensként oktatott. 1992-ben vette át egyetemi tanári kinevezését. Ugyanekkor a tanszék vezetésével is megbízták. 1993-ban megválasztották az egyetem oktatási rektorhelyettesévé, majd 1995-ben az egyetem Magyar és Összehasonlító Irodalomtudományi Intézetének igazgatójává nevezték ki. Ezt a tisztségét 2003-ig töltötte be. 1989 és 1992 között a Helsinki Egyetem, 1996 és 1997 között pedig a Bécsi Egyetem vendégprofesszora volt. 1998 és 2001 között Széchenyi professzori ösztöndíjjal, 2005-ben Szilárd Leó professzori ösztöndíjjal kutatott. Az egyetemen 20. századi magyar irodalomtörténetet, illetve irodalomelméletet tanít.
1978-ban védte meg az irodalomtudomány kandidátusi, 1992-ben pedig akadémiai doktori értekezését. Az MTA Debreceni Akadémiai Bizottságának, illetve 1998-ban az MTA Irodalomtudományi Bizottságának lett tagja. 2001-ben a Magyar Tudományos Akadémia levelező, 2010-ben rendes tagjává választották. A Magyar Tudományosság Külföldön Elnöki Bizottság elnöke, valamint a Könyv- és Folyóirat-kiadó Bizottság tagja is lett. A Nemzetközi Magyar Filológia Társaság választmányának tagja. 1992-től a Hitel című irodalmi folyóirat szerkesztője.

## Munkássága
Fő kutatási területei az összehasonlító irodalomtudomány és a népi írók, valamint a népi irodalom és az arra épülő mozgalom. Cikkei, tanulmányai 1967-től jelennek meg rendszeresen különböző folyóiratokban, lapokban.
A népi írókkal kapcsolatban az általános publikációkon túl könyvet írt Sinka Istvánról és Csoóri Sándorról. Jelentősek a határon túli magyar irodalom feldolgozásában tett eredményei. Elsőként dolgozta fel a csehszlovákiai és a romániai magyar irodalom történetét, ennek keretében kísérletet tett a magyar irodalom egységes rendszerének kialakítására. A romániai magyar irodalom területén külön könyvet írt Sütő Andrásról. Foglalkozott még kisebbségi irodalommal is. Monográfiái jelentek meg Nagy Lászlóról és Nagy Gáspárról is.

## Díjai, elismerései
- Alföld-díj (1985)
- József Attila-díj (1987)
- Debrecen Város Csokonai-díja (1987)
- Tamási Áron-díj (1997)
- Kossuth-díj (2000)
- Tiszatáj-díj (2000)
- Arany János-díj (2004)
- Szilárd Leó-díj (2005)
- Czine Mihály-díj (2005)
- Hídverő díj (2005)
- Teleki Pál-emlékérem (2005)
- Deák Ferenc kutatási díj (2009)
- Kölcsey-emlékplakett (2011)
- Magyar Örökség díj (2013)

## Főbb publikációi
- Sinka István; Akadémiai, Bp., 1977 (Kortársaink)
- A csehszlovákiai magyar irodalom, 1945–1980; Akadémiai, Bp., 1982 (Irodalomtörténeti könyvtár)
- Bertha Zoltán–Görömbei András: A romániai magyar irodalom válogatott bibliográfiája 1971–1980; TIT, Bp., 1983
- Napjaink nemzetiségi magyar irodalmai. Fakultatív. Tanári kézikönyv; OPI, Bp., 1984
- "Ki viszi át...?"; Szépirodalmi, Bp., 1986
- Sütő András; Akadémiai, Bp., 1986 (Kortársaink)
- Nagy László költészete (1992, 2005)
- A magyar irodalom rövid története; Suomalais-ugrilainen seura, Helsinki, 1992 (Castrenianumin toimitteita)
- Napjaink kisebbségi magyar irodalma. A romániai magyar irodalom, a szlovákiai magyar irodalom, a vajdasági magyar irodalom, a kárpátaljai magyar irodalom; Tankönyvkiadó, Bp., 1993
- Kérdések és válaszok. 17 interjú a hetvenes évekből (1994)
- Krónika – töredék. Nagy László naplója (1994)
- A szavak értelme; Püski, Bp., 1996
- Kisebbségi magyar irodalmak, 1945–1990 (1997)
- XX. századi esszék az irodalomról; vál., szerk. Görömbei András; Kossuth Egyetemi, Debrecen, 1998
- Tanulmányok Csoóri Sándorról; vál., szerk. Görömbei András; Kossuth Egyetemi, Debrecen, 1999
- Németh László irodalomszemlélete; szerk. Görömbei András; Kossuth Egyetemi, Debrecen, 1999 (Csokonai könyvtár)
- Létértelmezések; Felsőmagyarország, Miskolc 1999
- In honorem Czine Mihály; szerk. Görömbei András, Kenyeres Zoltán; Kossuth Egyetemi, Debrecen, 1999
- Havon delelő szivárvány. In memoriam Nagy László; vál., szerk., összeáll. Görömbei András; Nap, Bp., 2000 (In memoriam)
- Nemzetiségi magyar irodalmak az ezredvégen (szerk., 2000)
- In honorem Tamás Attila (szerk., 2000)
- Kisebbségi magyar irodalmak, 1945–2000; 3. bőv. kiad.; Kossuth Egyetemi, Debrecen, 2001
- Illyés Gyula; összeáll. Görömbei András; DE Magyar és Összehasonlító Irodalomtudományi Intézet, Debrecen, 2002 (Studia litteraria)
- Tanulmányok Sütő Andrásról; szerk. Görömbei András; Kossuth Egyetemi, Debrecen, 2002
- Csoóri Sándor; Kalligram, Pozsony, 2003 (Tegnap és ma)
- Irodalom és nemzeti önismeret; Nap, Bp., 2003 (Magyar esszék)
- Csak az igazat (Tanulmányok Illyés Gyula születésének centenáriumán, 2003)
- Nagy Gáspár; Kalligram, Pozsony, 2004 (Tegnap és ma)
- A prózaíró Németh László; szerk. Görömbei András; Kossuth Egyetemi, Debrecen, 2005 (Csokonai könyvtár)
- Nagy Gáspár összegyűjtött versei; szerk. Görömbei András; Püski, Bp., 2007
- Azonosságtudat, nemzet, irodalom; Nap, Bp., 2008 (Magyar esszék)
- Tanulmányok Nagy Gáspárról; vál., szerk. Görömbei András; Kossuth Egyetemi Kiadó, Debrecen, 2008
- Sors és alkalom. Válogatott beszédek és vallomások; Tiszatáj Alapítvány, Szeged, 2008 (Tiszatáj könyvek)
- Nagy Gáspár. Monográfia; 2. jav., bőv. kiad.; Nap, Bp., 2009
- Csoóri Sándor. Monográfia; 2. jav., bőv. kiad.; Nap, Bp., 2010
- Irodalom, nemzet, harmadik út. Esszék, tanulmányok; Nap, Bp., 2012 (Magyar esszék)

## További irodalom
- Tamás Attila: Görömbei András Nagy László-könyvéről, Tiszatáj, 1993/3.
- Nagy Gábor: Egy irodalmi műhely könyve és könyvei, Kortárs, 2001/7.
- Ács Margit: Minőség – forradalom nélkül, Kortárs, 2003/6.
- Arday Géza: Egy pokolviselt ember szellemi forgácsai, Görömbei András: Csoóri Sándor c. könyvéről, Lyukasóra, 2004/6. sz. (In: Horizontmentés, Bp., 2015, L' L'Harmattan Kiadó)
- Cselekvő irodalom. Írások a hatvanéves Görömbei András tiszteletére; szerk. Bertha Zoltán, Ekler Andrea; magánkiadás, Bp., 2005
- Görömbei András publikációi 1967. január 1–2004. december 31.; összeáll., névmutató Gönczy Monika; Kossuth Egyetemi, Debrecen, 2005
- Ménesi Gábor: A tisztaság művészete Archiválva 2009. május 25-i dátummal a Wayback Machine-ben, Forrás, 2005/1.
- Vasy Géza: Cselekvő irodalom – Írások Görömbei András tiszteletére, Kortárs, 2006/5.
- Tüskés Tibor: Sors és alkalom, Új Forrás, 2008/7.
- Petrik Béla: Az elföldelt irodalom – Görömbei András: Sors és alkalom című könyvéről, Bárka, 2008/4.
- In memoriam Görömbei András; szerk. Baranyai Norbert, Imre László, Takács Miklós; Debreceni Egyetemi KIadó, Debrecen, 2015
- Papp Endre: Görömbei András; MMA, Bp., 2019
- A minőség jegyében. Írások Németh Lászlóról; összeáll., szerk. Ekler Andrea, Petrik Béla; Nap, Bp., 2020 (Magyar esszék)